# جيمس هال (كاتب)
جيمس هال (بالإنجليزية: James Hall)‏ هو محامي وكاتب وقاضي أمريكي، ولد في 19 أغسطس 1793 في فيلادلفيا في الولايات المتحدة، وتوفي في 5 يوليو 1868 في لوفلاند في الولايات المتحدة.

## وصلات خارجية
- جيمس هال على موقع الموسوعة البريطانية (الإنجليزية)